# Chéhéry
Chéhéry – miejscowość i dawna gmina we Francji, w regionie Grand Est, w departamencie Ardeny. W dniu 1 stycznia 2016 roku z połączenia dwóch ówczesnych gmin – Chéhéry oraz Chémery-sur-Bar – powstała nowa gmina Chémery-Chéhéry. W 2013 roku populacja Chéhéry wynosiła 133 mieszkańców. 